# God Is a Woman
«God Is a Woman» (с англ. — «Бог — это женщина») — второй сингл американской певицы Арианы Гранде для её четвёртого студийного альбома Sweetener. Песня вышла 13 июля 2018 года на лейбле Republic Records.

## История
Название «God Is a Woman» было впервые показано в музыкальном клипе для сингла «No Tears Left To Cry», в котором фигурировал рабочий список треков для предстоящего альбома.
Гранде подтвердила название песни 1 мая 2018 года в передаче The Tonight Show Starring Jimmy Fallon. 27 июня Гранде сообщила, что песня станет официальным вторым синглом с предстоящего нового студийного альбома. Она первоначально анонсировала через Твиттер, что выход песни состоится 20 июля. Однако, позднее певица назвала в качестве даты релиза 13 июля.
«God Is a Woman» характеризуется сочетанием стилей хип-хоп и Поп, с влияниме трэпа и регги. Журнал Time описал песню как торжественный фейверк страсти, в котором голос Гранде звучит как хор, хотя поёт она одна. На протяжении песни Гранде лирически включает темы, охватывающие её женственность, сексуальность и духовность.
Песня получила положительные отзывы музыкальных критиков и интернет-изданий: Mike Nied из издания Idolator, Bryan Rolli из журнала Forbes («одна из лучших поп-песен лета, если не всего года», V Magazine («чертовски блестящий трек»).

## Награды и номинации
| Год  | Организация            | Награда                   | Результат | Ссылка |
| ---- | ---------------------- | ------------------------- | --------- | ------ |
| 2019 | Grammy Awards          | Best Pop Solo Performance | Номинация | [ 13 ] |
| 2019 | MTV Video Music Awards | Best Visual Effects       | Номинация | [ 14 ] |

## Музыкальное видео
Видеоклип был снят режиссёром Дэйвом Мэйерсом, а его премьера прошла 13 июля 2018 года на канале Vevo. Видео визуализирует заполненный облаками фон, который переходит на космическую сцену, заканчивающуюся неподвижным снимком певицы. Видео отдает дань «Страшному суду», фреске «Сотворение Адама» Микеланджело (где Гранде в образе Бога Отца), Ромулу и Рему и древнегреческой мифологии.

## Участники записи
По данным Tidal.
- Ариана Гранде — вокал, автор
- Макс Мартин — запись, программирование
- Ilya — запись, программирование, клавишные, бас, ударные, гитара
- Rickard Goransson — гитара, запись
- John Hanes — звукоинженер по микшированию
- Sam Holland — звукоинженер
- Jeremy Lertola — ассистент звукорежиссёра
- Cory Bice — ассистент звукорежиссёра
- Serban Ghenea — микширование

## Чарты
| Чарт (2018)                                | Высшая позиция |
| ------------------------------------------ | -------------- |
| Аргентина (Argentina Hot 100)              | 63             |
| Австралия (ARIA)                           | 5              |
| Австрия (Ö3 Austria Top 40)                | 11             |
| Бельгия/Фландрия (Ultratop 50)             | 47             |
| Бельгия/Валлония (Ultratip Bubbling Under) | 4              |
| Боливия (Monitor Latino)                   | 13             |
| Канада (Billboard Canadian Hot 100)        | 5              |
| Канада (Billboard CHR/Top 40)              | 4              |
| Канада (Billboard Hot AC)                  | 25             |
| СНГ (TopHit)                               | 497            |
| Хорватия (HRT)                             | 44             |
| Чехия (Singles Digitál Top 100)            | 8              |
| Дания (Tracklisten)                        | 17             |
| Финляндия (Suomen virallinen lista)        | 8              |
| Франция (SNEP)                             | 38             |
| Германия (GfK)                             | 20             |
| Греция (Billboard)                         | 1              |
| Венгрия (Single Top 40)                    | 5              |
| Венгрия (Stream Top 40)                    | 3              |
| Исландия (Tonlist)                         | 1              |
| Ирландия (IRMA)                            | 4              |
| Италия (FIMI)                              | 27             |
| Израиль (Media Forest)                     | 1              |
| Япония (Billboard Japan Hot 100)           | 73             |
| Ливан (Lebanese Top 20)                    | 14             |
| Малайзия (RIM)                             | 4              |
| Нидерланды (Dutch Top 40)                  | 26             |
| Нидерланды (Mega Top 50)                   | 22             |
| Нидерланды (Single Top 100)                | 19             |
| Новая Зеландия (Recorded Music NZ)         | 5              |
| Норвегия (VG-lista)                        | 13             |
| Португалия (AFP)                           | 2              |
| Румыния (Airplay 100)                      | 92             |
| Шотландия (OCC Scotland)                   | 8              |
| Сингапур (RIAS)                            | 4              |
| Словакия (Rádio — Top 100)                 | 66             |
| Испания (PROMUSICAE)                       | 35             |
| Швеция (Sverigetopplistan)                 | 12             |
| Швейцария (Schweizer Hitparade)            | 9              |
| Великобритания (OCC UK Singles)            | 4              |
| Великобритания (OCC UK Hip Hop/R&B)        | 2              |
| США (Billboard Hot 100)                    | 8              |
| США (Billboard Adult Pop Airplay)          | 36             |
| США (Billboard Dance Club Songs)           | 1              |
| США (Billboard Dance/Mix Show Airplay)     | 6              |
| США (Billboard Pop Airplay)                | 1              |
| США (Billboard Rhythmic)                   | 27             |

## Сертификации
| Регион                                                                      | Сертификация     | Продажи   |
| --------------------------------------------------------------------------- | ---------------- | --------- |
| Австралия (ARIA)                                                            | Платиновый       | 70 000    |
| Бразилия (ABPD)                                                             | 2× Бриллиантовый | 320 000   |
| Канада (Music Canada)                                                       | 4× Платиновый    | 320 000   |
| Дания (IFPI Danmark)                                                        | Золотой          | 45 000    |
| Франция (SNEP)                                                              | Золотой          | 100 000   |
| Италия (FIMI)                                                               | Золотой          | 25 000    |
| Мексика (AMPROFON)                                                          | Платиновый       | 60 000    |
| Новая Зеландия (RMNZ)                                                       | Золотой          | 15 000    |
| Норвегия (IFPI Norway)                                                      | Золотой          | 30 000    |
| Польша (ZPAV)                                                               | Платиновый       | 20 000    |
| Португалия (AFP)                                                            | Платиновый       | 10 000    |
| Великобритания (BPI)                                                        | Платиновый       | 600 000   |
| США (RIAA)                                                                  | 2× Платиновый    | 2 000 000 |
| Данные о продажах + прослушиваниях приведены только на основе сертификации. |                  |           |

## История выхода
| Регионы        | Дата         | Формат                      | Лейбл     | Ссылка |
| -------------- | ------------ | --------------------------- | --------- | ------ |
| Разные         | 13 июля 2018 | Digital download streaming  | Republic  | [ 77 ] |
| Италия         | 13 июля 2018 | Contemporary hit radio      | Universal | [ 78 ] |
| Великобритания | 14 июля 2018 | Contemporary hit radio      | Island    | [ 79 ] |
| США            | 24 июля 2018 | Contemporary hit radio      | Republic  | [ 80 ] |
| США            | 24 июля 2018 | Rhythmic contemporary radio | Republic  | [ 81 ] |